# Saltsjöbanan
| SL C10 2915 in Storängen |                                                  |                                    |                                    |
| Streckenlänge: | 18,8 km                                          |                                    |                                    |
| Spurweite: | 1435 mm (Normalspur)                             |                                    |                                    |
| Stromsystem: | 750 V =                                          |                                    |                                    |
| Maximale Neigung: | 16,7 ‰                                           |                                    |                                    |
| Minimaler Radius: | 300 m                                            |                                    |                                    |
| Streckengeschwindigkeit: | 70 km/h                                          |                                    |                                    |
| Zugbeeinflussung: | ATC                                              |                                    |                                    |
| Zweigleisigkeit: | Nacka – Saltsjö-Järla Storängen – Saltsjö-Duvnäs |                                    |                                    |
| |                                                  |                                    |                                    |
| \| \| 0,0 \| 25 Slussen Übergang 13 14 17 18 19 \| 25 Slussen Übergang 13 14 17 18 19 \| \| \| \| Stadsgårdstunneln (638 m) \| \| \| \| \| Folkungagatan (167 m) \| \| \| \| \| Folkungsgatan 222 (194 m) \| \| \| \| \| Danvikskanalen (Danviksbron 91 m) \| \| \| \| \| Henriksdal \| \| \| \| \| Henriksdaltunneln (337 m) \| \| \| \| \| Värmdöleden 222 (141 m) \| \| \| \| \| Sickla Übergang 30 \| \| \| \| \| Nacka \| \| \| \| \| Saltsjö-Järla \| \| \| \| \| Lillängen \| \| \| \| \| Storängen \| \| \| \| \| Vattenverksvägen \| \| \| \| \| Saltsjöbadsleden (158 m) \| \| \| \| \| Saltsjö-Duvnäs \| \| \| \| \| Östervik \| \| \| \| \| Fisksätra \| \| \| \| \| Hamnvägen \| \| \| \| 13,60,0 \| 26 Igelboda \| 26 Igelboda \| \| \| \| \| \| \| \| \| Saltsjöbadsleden (44 m) \| \| \| \| \| Tippen \| \| \| \| \| Tattby \| \| \| \| \| Tattbytunneln (125 m) \| \| \| \| \| Erstaviksbadet \| \| \| \| 2,9 \| 26 Solsidan \| 26 Solsidan \| \| \| \| Torsvägen \| \| \| \| \| Neglinge torg \| \| \| \| \| \| \| \| \| \| Neglinge Neglingedepot \| \| \| \| \| \| \| \| \| \| Ringvägen \| \| \| \| \| Ringvägen \| \| \| \| \| Ringvägen \| \| \| \| 15,9 \| 25 Saltsjöbaden \| 25 Saltsjöbaden \| |                                                  |                                    |                                    |
| U-Bahn-Kopfbahnhof Streckenanfang (Strecke außer Betrieb) | 0,0                                              | 25 Slussen Übergang 13 14 17 18 19 | 25 Slussen Übergang 13 14 17 18 19 |
| U-Bahn-Tunnel (Strecke außer Betrieb) |                                                  | Stadsgårdstunneln (638 m)          | Stadsgårdstunneln (638 m)          |
| |                                                  | Folkungagatan (167 m)              |                                    |
| |                                                  | Folkungsgatan 222 (194 m)          |                                    |
| U-Bahn-Brücke über Wasserlauf (Strecke außer Betrieb) |                                                  | Danvikskanalen (Danviksbron 91 m)  | Danvikskanalen (Danviksbron 91 m)  |
| U-Bahn-Haltepunkt / Haltestelle (Strecke außer Betrieb) |                                                  | Henriksdal                         | Henriksdal                         |
| U-Bahn-Tunnel (Strecke außer Betrieb) |                                                  | Henriksdaltunneln (337 m)          | Henriksdaltunneln (337 m)          |
| |                                                  | Värmdöleden 222 (141 m)            |                                    |
| U-Bahn-Bahnhof (Strecke außer Betrieb) |                                                  | Sickla Übergang 30                 | Sickla Übergang 30                 |
| U-Bahn-Haltepunkt / Haltestelle (Strecke außer Betrieb) |                                                  | Nacka                              | Nacka                              |
| U-Bahn-Haltepunkt / Haltestelle |                                                  | Saltsjö-Järla                      | Saltsjö-Järla                      |
| U-Bahn-Haltepunkt / Haltestelle |                                                  | Lillängen                          | Lillängen                          |
| U-Bahn-Haltepunkt / Haltestelle |                                                  | Storängen                          | Storängen                          |
| |                                                  | Vattenverksvägen                   |                                    |
| |                                                  | Saltsjöbadsleden (158 m)           |                                    |
| U-Bahn-Haltepunkt / Haltestelle |                                                  | Saltsjö-Duvnäs                     | Saltsjö-Duvnäs                     |
| U-Bahn-Haltepunkt / Haltestelle |                                                  | Östervik                           | Östervik                           |
| U-Bahn-Haltepunkt / Haltestelle |                                                  | Fisksätra                          | Fisksätra                          |
| |                                                  | Hamnvägen                          |                                    |
| U-Bahn-Bahnhof | 13,60,0                                          | 26 Igelboda                        | 26 Igelboda                        |
| U-Bahn-Strecke von links · U-Bahn-Abzweig nach links und nach rechts · U-Bahn-Strecke von rechts |                                                  |                                    |                                    |
| U-Bahn-Strecke |                                                  | Saltsjöbadsleden (44 m)            | Saltsjöbadsleden (44 m)            |
| U-Bahn-Haltepunkt / Haltestelle · U-Bahn-Strecke |                                                  | Tippen                             | Tippen                             |
| U-Bahn-Haltepunkt / Haltestelle · U-Bahn-Strecke |                                                  | Tattby                             | Tattby                             |
| U-Bahn-Tunnel · U-Bahn-Strecke |                                                  | Tattbytunneln (125 m)              | Tattbytunneln (125 m)              |
| U-Bahn-Haltepunkt / Haltestelle · U-Bahn-Strecke |                                                  | Erstaviksbadet                     | Erstaviksbadet                     |
| U-Bahn-Kopfbahnhof Streckenende · U-Bahn-Strecke | 2,9                                              | 26 Solsidan                        | 26 Solsidan                        |
| |                                                  | Torsvägen                          |                                    |
| |                                                  | Neglinge torg                      |                                    |
| U-Bahn-Abzweig geradeaus und nach links · U-Bahn-Strecke von rechts |                                                  |                                    |                                    |
| U-Bahn-Haltepunkt / Haltestelle · U-Bahn-Dienststation / Betriebs- oder Güterbahnhof |                                                  | Neglinge Neglingedepot             | Neglinge Neglingedepot             |
| U-Bahn-Abzweig geradeaus und von links · U-Bahn-Strecke nach rechts |                                                  |                                    |                                    |
| U-Bahn-Haltepunkt / Haltestelle |                                                  | Ringvägen                          | Ringvägen                          |
| |                                                  | Ringvägen                          |                                    |
| |                                                  | Ringvägen                          |                                    |
| U-Bahn-Kopfbahnhof Streckenende | 15,9                                             | 25 Saltsjöbaden                    | 25 Saltsjöbaden                    |

Saltsjöbanan ist eine 18,8 Kilometer lange Eisenbahnstrecke, die den Ausflugsort Saltsjöbaden mit Stockholm verbindet. Die Bahnstrecke wurde am 1. Juli 1893 eingeweiht.
Die Bahn entstand gleichzeitig mit dem Ausbau von Saltsjöbaden zum exklusiven Badeort. Bis 1913 verkehrten Dampflokomotiven auf der Strecke. Danach wurde die Bahn mit 1500 V Gleichspannung vollständig elektrifiziert. 1976 wurde die Fahrleitungsspannung auf 750 V halbiert. Damit wurde es möglich, Triebwagen aus dem Bestand der U-Bahn nach nur vergleichsweise geringen Anpassungen einzusetzen. Heute sind entlang der Strecke 18 Haltepunkte in Betrieb. Täglich nutzen die Züge der Saltsjöbana im Durchschnitt 17 000 Fahrgäste.

## Strecken
Die Saltsjöbana besteht aus zwei Strecken. Die Stammstrecke führt von Slussen über Igelboda nach Saltsjöbaden. In Igelboda zweigt die zweite Strecke nach Solsidan ab.
Seit 22. August 2016 ist der Streckenabschnitt zwischen dem westlichen Endpunkt Slussen und Henriksdal wegen des Umbaues von Slussen gesperrt. Er soll ab 2027 wieder befahren werden. Seit Januar 2023 ist die gesamte Strecke außer Betrieb und wird durch Busse bedient. Aktuell ist geplant, die Abschnitte zwischen Fisksätra und Saltsjöbaden sowie Igelboda und Solsidan im April 2024 wieder in Betrieb zu nehmen, der Abschnitt Saltsjö-Järla–Fisksätra soll in der zweiten Jahreshälfte 2024 folgen. Während der Sperrung werden die bisherigen Haltepunkte Fisksätra und Tattby zu Kreuzungsbahnhöfen ausgebaut, um die Strecken häufiger bedienen zu können. Die Straßenüberführung Värmdovägen nahe dem Haltepunkt Sickla wird umgebaut sowie der Haltepunkt Sickla als Umsteigepunkt zum neuen Ast der Blå linje der U-Bahn erweitert.
Seit 22. April 2025 wurde der Verkehr auf der Saltsjöbanan aufgrund von ungewöhnlichem Verschleiß der Zugräder wieder eingestellt und durch Busse ersetzt.
| Linie        | Strecke                                  | Länge   | Stationen |
| ------------ | ---------------------------------------- | ------- | --------- |
| 25           | (Slussen –) Saltsjö-Järla – Saltsjöbaden | 15,9 km | 13        |
| 26           | Igelboda – Solsidan                      | 2,9 km  | 5         |
| Gesamt       | Gesamt                                   | 18,8 km | 18        |
| Streckenplan |                                          |         |           |

| Ersatzbusse seit 15. Dezember 2024 bzw. seit 22. April 2025 bzw. 2. Juni 2025 |                                                        |           |
| Linie                                                                         | Strecke                                                | Stationen |
| 25F                                                                           | Nacka gymnasium – Fisksätra via gamla Saltsjöbadsvägen | 6         |
| 25M                                                                           | Glasbruksgatan – Henriksdal – Fisksätra – Saltsjöbaden | 9         |
| 26M                                                                           | Glasbruksgatan – Henriksdal – Fisksätra – Solsidan     | 8         |
| 26C                                                                           | Cityterminalen – Henriksdal – Tippen – Solsidan        | 7         |

"Nacka gymnasium", "Fisksätra", "Glasbruksgatan", "Henriksdal", "Fisksätra", "Solsidan", "Cityterminalen" und "Tippen" gibt es bei der schwedischen wikipedia.

## Fahrzeuge

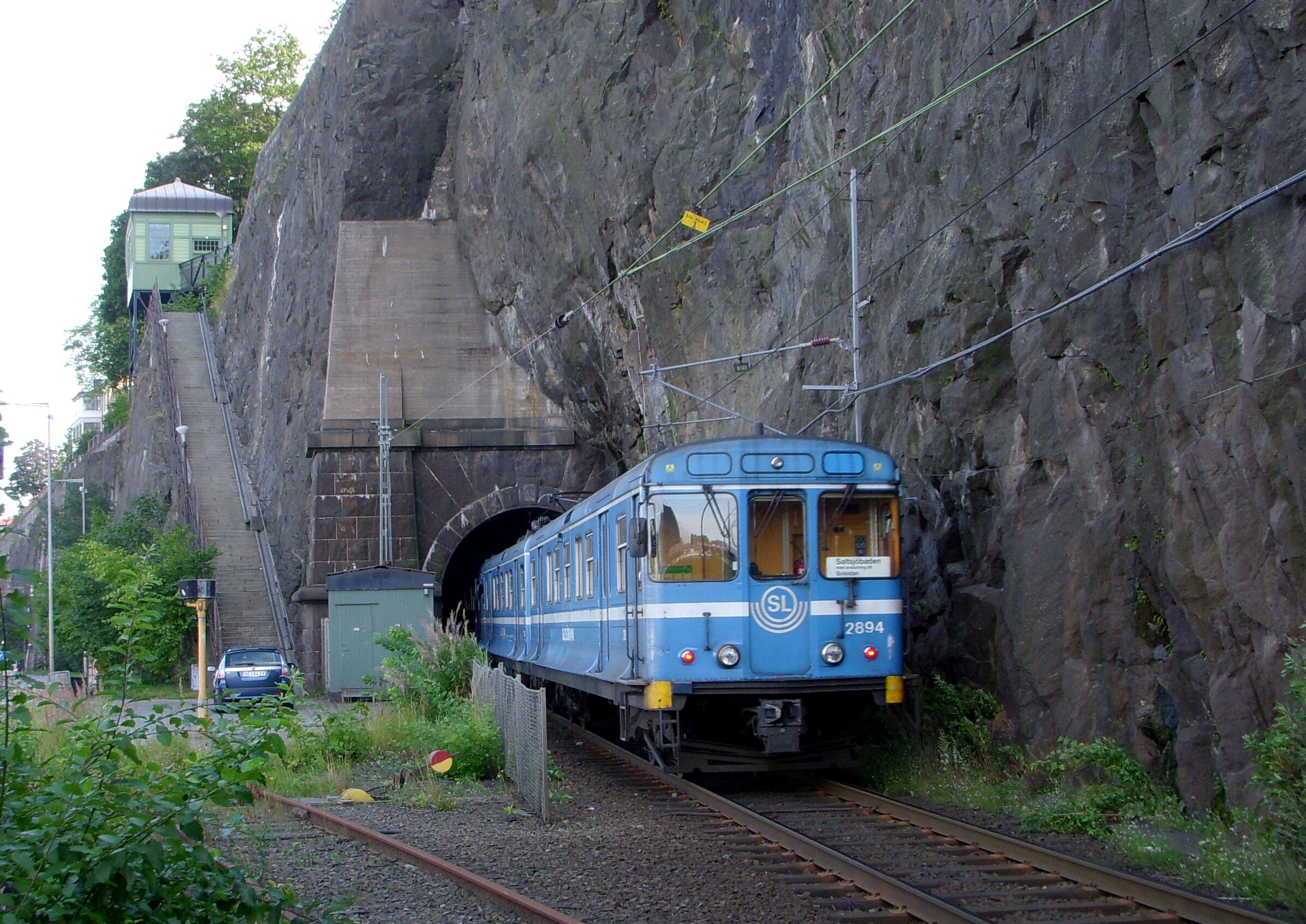
SL C11 2894 am Stadsgårdstunnel

Auf der Saltsjöbana werden elektrische Doppeltriebwagen eingesetzt. Es handelt sich um angepasste Wagen des Grundtyps C der U-Bahn. Sie erhielten Dachstromabnehmer und seitliche Profilausgleichsbohlen zur Verkleinerung der Lücke zwischen Fahrzeug und Bahnsteig. Außerdem wurde die mittlere Türöffnung jedes Wagens verschlossen. Ursprünglich wurden 1975 und 1976 insgesamt 13 Doppeltriebwagen umgebaut, die als C10 (Triebwagen) und C11 (Steuerwagen) in das Typenbezeichnungssystem der U-Bahn einbezogen sind. In den Jahren 2000 und 2001 kamen noch zwei weitere hinzu, die aus Wagen der U-Bahn-Reihe C8 umgebaut wurden.
Auf der Strecke nach Saltsjöbaden verkehren in der Regel Züge aus zwei Doppeltriebwagen (also Vierwagenzüge). Auf der Zweigstrecke nach Solsidan pendelt ein Doppeltriebwagen.

## Betrieb
Die Strecke der Saltsjöbana ist überwiegend eingleisig. Zweigleisige Abschnitte gibt es zwischen Saltsjö-Duvnäs und Störangen sowie zwischen Saltsjö-Jarla und Nacka. Das Depot befindet sich am Bahnhof Neglinge auf dem Ast nach Saltsjöbaden. Der Endpunkt Slussen in Stockholm ist eine eingleisige Endhaltestelle. Der südliche Endpunkt Saltsjöbaden ist ein zweigleisiger Bahnhof mit zwei Außenbahnsteigen. Ausgehend von Slussen bestand über die Hafenbahnanlagen des Stadsgårdshamns eine Gleisverbindung mit dem Eisenbahnnetz. Durch die Stilllegung der Hafenbahn wurde die Saltsjöbana zu einem Inselbetrieb.
Bemerkenswert ist die Betriebsabwicklung im Abzweigbahnhof Igelboda. In diesem zweigleisigen Bahnhof mit einem Mittelbahnsteig gibt es tagsüber halbstündliche Korrespondenzhalte. Die Züge der Hauptlinie Slussen–Saltsjöbaden kreuzen hier und der Pendelzug Igelboda–Solsidan stellt den Anschluss von und zu beiden Zügen dieser Linie her. Betrieblich wird dies so realisiert, dass der Zug Saltsjöbaden–Slussen auf Gleis 1 einfährt. Nachdem der Pendelzug von Solsidan in das Gleis 2 eingefahren ist, erhält der Zug Slussen–Saltsjöbaden Einfahrt in dieses Gleis. Beide Züge stehen dann hintereinander im selben Gleis. Nach dem Fahrgastwechsel fahren die beiden Züge nacheinander nach Solsidan und Saltsjöbaden aus.
Seit dem 1. Mai 2019 ist im Netz der Saltsjöbana das punktförmig wirkende Zugbeeinflussungssystem ZUB222c der Firma Siemens Mobility GmbH in Betrieb.

## Umsteigemöglichkeiten
Nachdem Ende 2016 der stadtseitige Endabschnitt Slussen–Henriksdal gesperrt werden musste, gab es nur Übergangsmöglichkeiten auf Buslinien, vor allem in Henriksdal, Sickla und Fisksätra. Seit Sommer 2017 besteht in Sickla durch die Inbetriebnahme der Streckenverlängerung von Sickla udde eine Umsteigemöglichkeit zur Tvärbana. Bis 2026 soll in der Nähe der Tunnelbana-Station und des Busterminals Slussen eine neue, zweigleisige Endhaltestelle errichtet werden.
Mit der Verlängerung der Blå linjen (deutsch Blaue Linie) von Kungsträdgården bis Nacka Centrum werden voraussichtlich ab etwa 2025 in Sickla und Järla neue Umsteigemöglichkeiten zur Tunnelbana entstehen.
Ein früherer Plan, die Saltsjöbana mit der Tvärbana zu verbinden und auf deren Normen umzustellen, wird momentan nicht weiter verfolgt.

## Unfall vom 15. Januar 2013

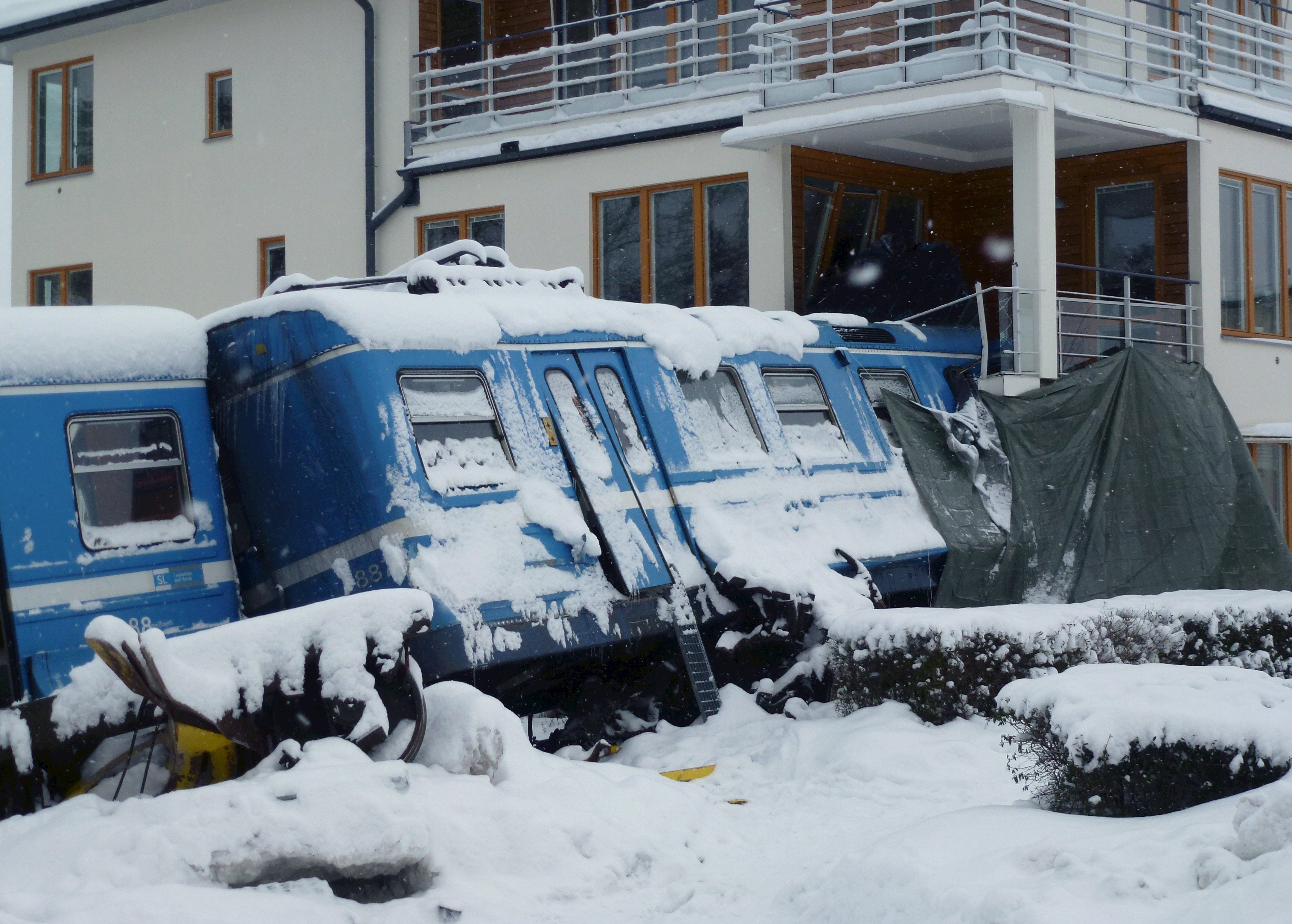
Der verunfallte Zug zwei Tage nach dem Unfall

Am 15. Januar 2013 gegen 2.30 Uhr nachts ereignete sich ein Unfall auf der Saltsjöbana. Nach Reinigungsarbeiten im Depot Neglinge hatte sich ein Vierwagenzug mit einer Reinigungskraft an Bord in Bewegung gesetzt und raste am Ende der Strecke in Saltsjöbaden in ein Haus. Die Reinigungskraft wurde schwer verletzt, im betroffenen Haus kamen alle Bewohner mit dem Schrecken davon. Das Haus wurde schwer beschädigt, die beiden ersten Wagen mussten verschrottet werden. Der Streckenabschnitt Neglinge–Saltsjöbaden war acht Monate außer Betrieb.